# Hậu Lương (Ngũ đại)

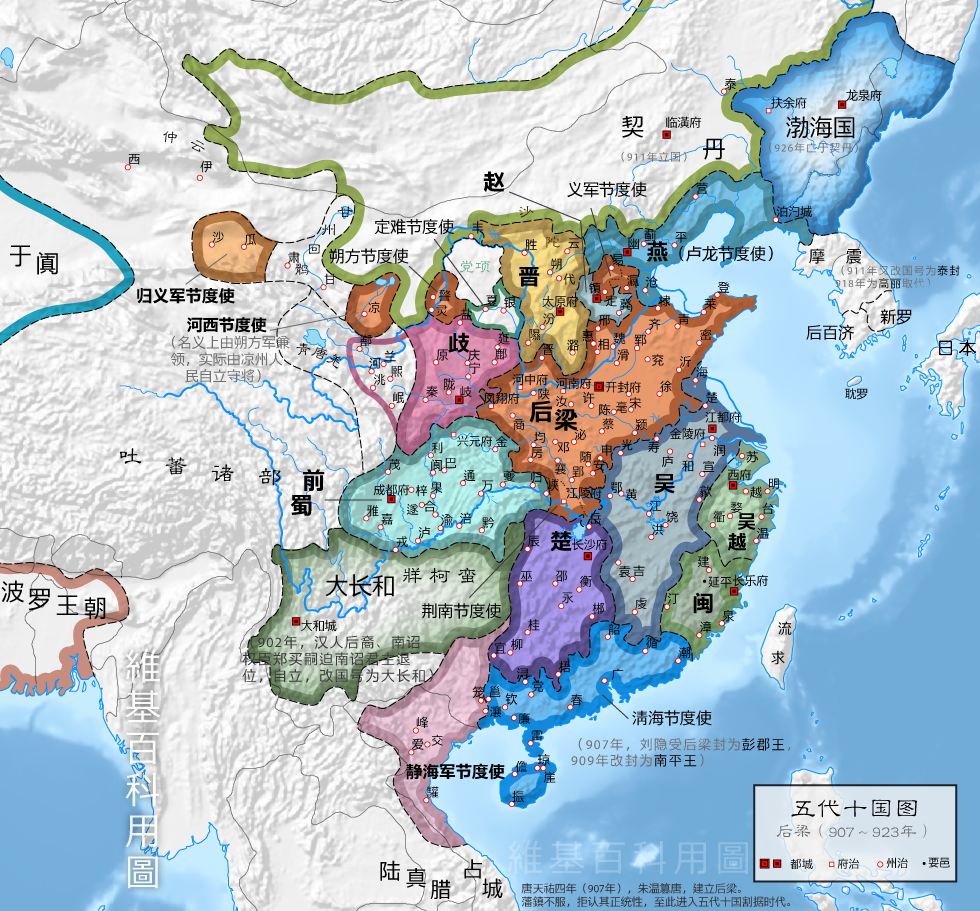
Nhà Hậu Lương (後梁)
Bột Hải Quốc (渤海國)
Yên (燕)
Tấn (晉), tiền thân của Nhà Hậu Đường
Triệu (趙)
Kỳ (岐)
Tiền Thục (前蜀)
Ngô (吳)
Ngô Việt (吳越)
Mân (閩)
Sở (楚)
Đại Trường Hòa (大長和)
Nam Hán (南漢)
Tĩnh Hải quân (靜海軍)

Nhà Hậu Lương (giản thể: 后梁; phồn thể: 後梁; bính âm: Hòu Liáng) (5 tháng 6 năm 907-923) là một trong năm triều đại của thời kỳ Ngũ đại Thập quốc của Trung Quốc. Triều đại này do Chu Ôn (còn gọi là Chu Toàn Trung) thành lập, đóng đô ở Biện Lương (Khai Phong).

## Thành lập
Năm 882, Chu Ôn, khi đó là một tướng của Hoàng Sào, đã đầu hàng nhà Đường, được nhà Đường cho đổi tên thành Chu Toàn Trung và giao cho quyền cao chức trọng, dần dần trở thành một thế lực quân phiệt hùng mạnh. Năm 900, Đường Chiêu Tông có ý đồ chống lại tập đoàn Hoạn quan nên bị họ cầm tù. Tể tướng Thôi Dận mời Chu Toàn Trung đem quân về Kinh đô tiêu diệt bọn hoạn quan. Nạn Hoạn quan được diệt trừ, nhưng mọi quyền hành đều rơi vào tay Chu Toàn Trung. Năm 904, Chu Toàn Trung giết Đường Chiêu Tông để lập Đường Ai Đế và đến năm 907 thì giành hẳn ngôi nhà Đường, lập nên triều Hậu Lương.

## Biến loạn cung đình
Chu Ôn lên ngôi, tức Lương Thái Tổ. Tuy thay thế nhà Đường nhưng Hậu Lương chỉ làm chủ phần lớn Trung Nguyên, nhiều nơi vẫn cát cứ từ cuối thời Nhà Đường không đánh chiếm được, một số vùng lãnh thổ khác yếu hơn thì thần phục ở mức độ hạn chế. Phía đông bắc là nước Yên (Lưu Thủ Quang), phần Sơn Tây bị nước Tấn (Lý Khắc Dụng) cát cứ, phía tây là nước Kỳ (Lý Mậu Trinh) và Tiền Thục (Vương Kiến), phía nam là một loạt nước Sở, Mân, Ngô, Ngô Việt và sau đó là Nam Hán (Lưu Cung - 917).
Nhà Lương phải lo đối phó với đối thủ lớn nhất là nước Tấn của họ Lý trong suốt thời gian tồn tại vì hai họ Chu, Lý có thâm thù từ cuối thời Nhà Đường.
Chu Ôn hoang dâm, thường bắt các con dâu vào hầu khiến các con trai tức giận. Năm 912, con thứ Chu Hữu Khuê giết cha trong cung và lên làm vua. Chưa được 1 năm, sang năm 913, một người con khác là Chu Hữu Trinh giết Chu Hữu Khuê và lên ngôi, tức Lương Mạt Đế. Nhà Hậu Lương dần dần suy yếu trước nước Tấn.
Năm 923, con Lý Khắc Dụng là Lý Tồn Húc đánh chiếm Biện Lương (Khai Phong). Lương Mạt Đế nhảy vào lửa tự vẫn. Lý Tồn Húc lên làm vua, lập ra nhà Hậu Đường.
Nhà Hậu Lương mất từ đó, có 3 vua, truyền được 17 năm. Do thời Ngũ đại, chiến tranh, binh biến lật đổ liên miên nên Lương Mạt Đế chính là vị vua trị vì lâu nhất (11 năm).

## Các vị vua của Hậu Lương
| Miếu hiệu       | Tên                    | Thời gian cai trị | Niên hiệu                                                                |
| --------------- | ---------------------- | ----------------- | ------------------------------------------------------------------------ |
| Thái Tổ (太祖)  | Chu Ôn (朱溫)          | 907-912           | Khai Bình (開平) 907-911 Càn Hóa (乾化) 911-912                          |
| Thứ Nhân (庶人) | Chu Hữu Khuê (朱友珪)  | 913               | Phượng Lịch (鳳曆) 913                                                   |
| Mạt Đế (末帝)   | Chu Hữu Trinh (朱友貞) | 913-923           | Càn Hóa (乾化) 913-915 Trinh Minh (貞明) 915-921 Long Đức (龍德) 921-923 |

|  |  |                                   |                                   |                                   |                                   |                                   |                                   | Lương Liệt Tổ Chu Thành                  |  |  |  |  |  |                                        |                                        |                                        |                                        |                                        |                                        |  |  |  |  |  |  |
|  |  |                                   |                                   |                                   |                                   |                                   |                                   |                                          |  |  |  |  |  |                                        |                                        |                                        |                                        |                                        |                                        |  |  |  |  |  |  |
|  |  |                                   |                                   |                                   |                                   |                                   |                                   | Lương Thái Tổ Chu Toàn Trung 852-907-912 |  |  |  |  |  |                                        |                                        |                                        |                                        |                                        |                                        |  |  |  |  |  |  |
|  |  |                                   |                                   |                                   |                                   |                                   |                                   |                                          |  |  |  |  |  |                                        |                                        |                                        |                                        |                                        |                                        |  |  |  |  |  |  |
|  |  |                                   |                                   |                                   |                                   |                                   |                                   |                                          |  |  |  |  |  |                                        |                                        |                                        |                                        |                                        |                                        |  |  |  |  |  |  |
|  |  | Dĩnh Vương Chu Hữu Khuê ?-912-913 | Dĩnh Vương Chu Hữu Khuê ?-912-913 | Dĩnh Vương Chu Hữu Khuê ?-912-913 | Dĩnh Vương Chu Hữu Khuê ?-912-913 | Dĩnh Vương Chu Hữu Khuê ?-912-913 | Dĩnh Vương Chu Hữu Khuê ?-912-913 |                                          |  |  |  |  |  | Lương Mạt Đế Chu Hữu Trinh 888-913-923 | Lương Mạt Đế Chu Hữu Trinh 888-913-923 | Lương Mạt Đế Chu Hữu Trinh 888-913-923 | Lương Mạt Đế Chu Hữu Trinh 888-913-923 | Lương Mạt Đế Chu Hữu Trinh 888-913-923 | Lương Mạt Đế Chu Hữu Trinh 888-913-923 |  |  |  |  |  |  |